# Нова Весь (Освенцимський повіт)
Нова Весь (пол. Nowa Wieś) — село в Польщі, у гміні Кенти Освенцимського повіту Малопольського воєводства.
Населення — 3287 осіб (2011).

## Історія
У 1975-1998 роках село належало до Бельського воєводства, підпорядковувалося районній адміністрації в Освенцимі.

## Демографія
Демографічна структура станом на 31 березня 2011 року:
|          | Загалом | Допрацездатний вік | Працездатний вік | Постпрацездатний вік |
| -------- | ------- | ------------------ | ---------------- | -------------------- |
| Чоловіки | 1637    | 358                | 1092             | 187                  |
| Жінки    | 1650    | 316                | 997              | 337                  |
| Разом    | 3287    | 674                | 2089             | 524                  |